# Лапа, Виталий Витальевич
Виталий Витальевич Лапа (бел. Віталь Вітальевіч Лапа; род. 21 июня 1951, Сугаки, Гродненская область) — белорусский учёный-агрохимик. Академик Национальной академии наук Беларуси (2014), доктор сельскохозяйственных наук (1995), профессор (1997). Лауреат Государственной премии Республики Беларусь (2003). Заслуженный деятель науки Республики Беларусь (2011).

## Биография
Родился в деревне Сугаки Волковысского района Гродненской области.
Окончил Гродненский сельскохозяйственный институт (1972). В 1973 году поступил в аспирантуру Института почвоведения и агрохимии НАН Беларуси, где с 1976 или 1977 года младший, а с 1980 года уже старший научный сотрудник, затем заместитель директора по научной работе с 1989 года.  Заведовал отделом агрохимии и с 1985 по 2016 год лабораторией систем удобрения и питания растений. С 2006 по 2022 год директор Интститута почвоведения и агрохимии НАН Беларуси.
Член Белорусского общества почвоведов.
Член редколлегии журнала «Земледелие».
Автор более 600 научных работ, 8 монографий.

## Награды
Награждён орденом Франциска Скарины (2002). Почётная грамота Национального собрания Республики Беларусь (2016).